# Wahkon, Minnesota
Wahkon, Minnesota (енгл. Wahkon) град је у америчкој савезној држави Минесота.

## Демографија
По попису из 2010. године број становника је 206, што је 108 (-34,4%) становника мање него 2000. године.
| Група             | 2000.       | 2010.       |
| Белци             | 290 (92,4%) | 195 (94,7%) |
| Афроамериканци    | 0 (0,0%)    | 0 (0,0%)    |
| Азијати           | 0 (0,0%)    | 1 (0,5%)    |
| Хиспаноамериканци | 3 (1,0%)    | 2 (1,0%)    |
| Укупно            | 314         | 206         |